# Sticherus chocoensis
Sticherus chocoensis är en ormbunkeart som beskrevs av J. Gonzales. Sticherus chocoensis ingår i släktet Sticherus och familjen Gleicheniaceae. Inga underarter finns listade.